# 盘叶忍冬
盘叶忍冬（学名：Lonicera tragophylla）为忍冬科忍冬属的植物，为中国的特有植物。分布于中国大陆的陕西、河北、山西、河南、浙江、四川、甘肃、湖北、贵州、宁夏、安徽等地，生长于海拔700米至3,000米的地区，多生长在灌丛中、林下或河滩旁岩缝中，目前尚未由人工引种栽培。

## 别名
大叶银花（河南） 叶藏花（陇海沿线树产目录）